# NGC 6927
NGC 6927 est une galaxie lenticulaire vue par la tranche et située dans la constellation du Dauphin. Sa vitesse par rapport au fond diffus cosmologique est de 3 991 ± 54 km/s, ce qui correspond à une distance de Hubble de 58,9 ± 4,2 Mpc (∼192 millions d'al). NGC 6927 a été découverte par l'astronome allemand Albert Marth en 1863.